# 四川吻鰕虎魚
四川吻鰕虎魚（学名：Rhinogobius szechuanensis）为鰕虎魚科吻鰕虎魚屬的鱼类，俗名四川栉鰕虎魚，是中国的特有物种。分布于嘉陵江下游、长江干流等。该物种的模式产地在四川重庆。
其种加词“szechuanensis”意为“四川的”。